# (151242) Hajós
(151242) Hajós, désignation internationale (151242) Hajos, est un astéroïde de la ceinture principale.

## Description
(151242) Hajos est un astéroïde de la ceinture principale. Il fut découvert le 11 janvier 2002 à Piszkesteto par Krisztián Sárneczky et Zsuzsanna Heiner. Il présente une orbite caractérisée par un demi-grand axe de 2,80 UA, une excentricité de 0,23 et une inclinaison de 6,4° par rapport à l'écliptique.

## Compléments